# Nahá Maja
Nahá Maja (také Maja nahá nebo Nahá maja, španělsky La maja desnuda) je akt ležící ženy, olejomalba na plátně, kterou někdy v letech 1797 až 1800 vytvořil španělský malíř Francisco Goya. Jde o jeden z nejslavnějších aktů dějin malířství. Jeho protějškem je později vytvořený obraz Oblečená Maja, znázorňující stejnou modelku v šatech; podle oděvu na druhém obraze obě díla získala svůj název, protože oděv odpovídá maje (mužský protějšek majo), což tehdy byla subkultura v lidových vrstvách Španělska, jejíž členové se vyznačovali výrazným oblečením a vyzývavým chováním. Oba protějškové obrazy dnes visí v madridském muzeu Prado, jsou zde od roku 1901.
Pravděpodobným objednatelem obrazu byl španělský premiér Manuel de Godoy, který Nahou Maju uchovával ve zvláštním kabinetu vyhrazeném aktům; poprvé je zde obraz doložen k roku 1800. Identita modelky není s jistotou známa. Roku 1808 obraz objevila španělská inkvizice. Majitel obrazu Godoy i kurátor jeho sbírky Francisco de Garivay se octli u soudu, kde prozradili jméno malíře, což vedlo ke stíhání i samotného Goyi; ten se však zřejmě ubránil poukazem na jiné ženské akty dřívějších malířů, které byly obdivovány i španělským dvorem.